# Ivo Prorok
Ivo Prorok (* 28. prosince 1969 v Karviné) je bývalý český hokejový útočník.

## Ocenění a úspěchy
- 2011 Postup s týmem HC Most do 1.ČHL

## Hráčská kariéra
- 1988-89 TJ Baník ČSA Karviná
- 1989-90 TJ Vodní stavby Tábor
- 1990-91 TJ Vodní stavby Tábor
- 1991-92 HC Chemopetrol Litvínov
- 1992-93 HC Chemopetrol Litvínov
- 1993-94 HC Chemopetrol Litvínov
- 1994-95 HC Chemopetrol Litvínov
- 1995-96 HC Slavia Praha
- 1996-97 HC Slavia Praha, HC Vítkovice
- 1997-98 HC Chemopetrol Litvínov
- 1998-99 HC Chemopetrol Litvínov
- 1999-00 HC Chemopetrol Litvínov
- 2000-01 GCK Lions (Švýcarsko, 2. liga), HC Chemopetrol Litvínov
- 2001-02 HK Zvolen (Slovensko), HC Chemopetrol Litvínov
- 2002-03 HC Chemopetrol Litvínov
- 2003-04 HC Chemopetrol Litvínov, HC Lasselsberger Plzeň
- 2004-05 Esbjerg Oilers (Dánsko), HC Chemopetrol Litvínov
- 2005-06 HC Litvínov, HC Slavia Praha
- 2006-07 HC Litvínov
- 2007-08 HC Vítkovice Steel
- 2008-09 HC Slovan Ústečtí Lvi, HC Most
- 2009-10 Nehrál
- 2010-11 HC Most
- 2011-12 Nehrál
- 2012-13 EHC Lenzerheide-Valbella (Švýcarsko, 4. liga)
- 2013-14 EHC Lenzerheide-Valbella (Švýcarsko, 4. liga)

## Reprezentace
| Rok                       | Tým                       | Soutěž                    | Z | G | A | B | TM |
| ------------------------- | ------------------------- | ------------------------- | - | - | - | - | -- |
| 2006                      | Česko                     | MS                        | 6 | 0 | 0 | 0 | 4  |
| Seniorská kariéra celkově | Seniorská kariéra celkově | Seniorská kariéra celkově | 6 | 0 | 0 | 0 | 4  |